# Fehérszárnyú gezerigó
A fehérszárnyú gezerigó (Mimus triurus) a madarak osztályának a verébalakúak (Passeriformes) rendjéhez és a gezerigófélék (Mimidae) családjához tartozó faj.

## Rendszerezése
A fajt Louis Pierre Vieillot francia ornitológus írta le 1818-ban, a Turdus nembe Turdus triurus néven.

## Előfordulása
Dél-Amerika középső és déli részén, Argentína, Bolívia, Brazília, Chile, Paraguay, Peru és Uruguay területén honos. Természetes élőhelyei a szubtrópusi vagy trópusi cserjések és szavannák, valamint másodlagos erdők. Vonuló faj.

## Megjelenése
Testhossza 24 centiméter, testtömege 49–54 gramm.
|  |

## Életmódja
Valószínűleg rovarokkal táplálkozik.

## Természetvédelmi helyzete
Az elterjedési területe nagyon nagy, egyedszáma viszont ismeretlen. A Természetvédelmi Világszövetség Vörös listáján nem fenyegetett fajként szerepel.